# Pierre Cassou-Noguès
Pierre Cassou-Noguès (* 1971) ist ein französischer Philosoph und Wissenschaftshistoriker.
Cassou-Noguès machte 1995 seinen Abschluss (Agrégation) in Mathematik und  wurde 1999 an der Universität Lille mit einer Arbeit über Jean Cavaillès promoviert. Seit 2001 ist er Chargé de Recherches des CNRS an der Universität Lille. 2009 habilitierte er sich.
Er befasst sich mit Geschichte der Mathematik insbesondere im 20. Jahrhundert und speziell der Logik. Er schrieb Biographien von David Hilbert und Kurt Gödel, dessen Nachlass in Princeton er dafür untersuchte. Insbesondere interessiert er sich für die philosophischen Ideen Gödels in dessen unveröffentlichtem Nachlass. Er veröffentlicht auch über das Bild der Maschine in der Literatur und Philosophie und Philosophie und Science Fiction.

## Schriften
- Les démons de Gödel. Logique et folie. Paris, Seuil 2007
- Hilbert. Paris, Editions Les Belles Lettres, 2001
- De l’expérience mathématique. Essai sur la philosophie des sciences de Jean Cavaillès, Paris 2001
- Une histoire de machines, de vampires et de fous, Paris 2007
- Gödel, Paris 2004
- Mon zombie et moi: La philosophie comme fiction, Paris, Seuil 2010
- Le bord de l’expérience: Essai de cosmologie, Paris, Presse Universitaire de France, Collection Métaphysiques, 2010
- Lire le cerveau : neuro, science, fiction, Paris, Seuil 2012
- Gödel’s Introduction to Logic in 1939, History and Philosophy of Logic, Band 30, 2009, S. 60–90
- Gödel and the objective existence of mathematical objects, History and Philosophy of Logic, Band 26, 2005, S. 211–228
- After Gödel. Platonism and Rationalism in Mathematics and Logic, History and Philosophy of Logic, Band 33, 2012, S. 193–195
- The unity of events: Whitehead and two critics, Russell and Bergson, Southern Journal of Philosophy, Band 43, 2005, S. 545–559
- L'hiver des Feltram, Paris, 2005 (Roman)